# Paul Rentsch
Paul Rentsch (* 29. September 1898 in Rothenburg/Oberlausitz, Provinz Schlesien; † 8. Mai 1944 im Zuchthaus Brandenburg-Görden) war ein deutscher Zahnarzt und Widerstandskämpfer der Gruppe Europäische Union.

## Leben
Er gehörte zusammen mit Georg Groscurth, Robert Havemann und Herbert Richter zu den Verfassern des am 15. Juli 1943 entstandenen Manifestes „Die Zukunft von morgen wird ein geeintes sozialistisches Europa sein“.
Es sollte der Vorbereitung des bewaffneten Aufstandes gegen die nationalsozialistische Diktatur dienen. Außerdem half die Gruppe im Untergrund lebenden Juden, indem sie ihnen falsche Personalpapiere besorgten.
Rentsch und Richter waren Nachbarn; die Familien lebten im westlichen Berlin im selben Haus und hatten benachbarte Ferienhäuser in Diensdorf.
Am 5. September 1943 wurde Paul Rentsch in seinem Haus in Diensdorf am Scharmützelsee von der Gestapo verhaftet und nach Prozess am Volksgerichtshof vom 15./16. Dezember 1943 unter dessen Präsidenten Roland Freisler am 8. Mai 1944, ebenso wie Richter und Groscurth, im Zuchthaus Brandenburg-Görden enthauptet. Rentschs Frau Margarete wurde vier Monate lang inhaftiert.
Paul Rentsch hinterließ zwei Kinder: Sabine und Mathias.

## Ehrungen
2006 wurde Rentsch in Yad Vashem eingetragen auf der Wall of Memorial – der Mauer mit den Namen der Gerechten unter den Völkern.